# 토머스 노턴
토머스 노턴(Thomas Norton, 1532년 ~ 1584년 3월 10일)은 잉글랜드의 변호사, 정치인, 운문 작가, 극작가이다.
그는 런던에서 태어나 케임브리지 대학에서 수학하고 1555년에 이너 템플 법학원에 입학했다. 영국 의회에서 서리(Surrey) 주의 가튼(Gatton) 지역 대표를 맡으며 정계에 입문했고, 대주교의 영향을 받아 종교에 심취했는데, 특히 칼빈주의에 관심을 가지면서 1561년에 칼빈 필생의 역작인 ≪기독교 강요(Institutions of the Christian Religion)≫를 영어로 번역하기도 했다. 가톨릭 신자들을 고문하는 데 앞장서기도 하여 ‘고문 대장’(Rackmaster General)이란 악명을 얻기도 했다. 노턴이 가톨릭에 반감을 갖게 된 것은 헨리 8세와 캐서린의 딸이자, 가톨릭 신봉자인 메리가 통치하던 1556년에 자신의 장인인 토머스 크랜머가 화형을 당했기 때문이었다. 노턴은 법 관련 업무로 인해 1579년에는 로마에 체류한 바 있고, 이후에도 3∼4년은 채널 제도 관련으로 출국이 잦았다. 1570년에 런던시 최초로 왕실 수입 징수관에 해당하는 리멤브런서(remembrancer)라는 직을 맡았는데, 1584년 죽을 때까지 그 직을 유지했다. 말년에는 종교적인 문제로 영국 성공회 주교들에게 반기를 드는 바람에 관직을 박탈당하고 런던탑에 감금되기도 했다. 이때 건강이 급속히 악화되어 1584년 3월에 사망했다.